# Rhabdomys
Rhabdomys är ett släkte gnagare i familjen råttdjur med två arter som förekommer i södra Afrika.

## Utseende
Arterna kännetecknas av fyra längsgående strimmor i påfallande färger på ryggen. Annars är pälsfärgen på ovansidan gråvit till mörkbrun och på buken vitaktig till ljusbrun. Vuxna individer når en kroppslängd (huvud och bål) av 9 till 14 cm, en svanslängd av 8 till 14 cm och en vikt mellan 30 och 73 gram. I motsats till de nära besläktade gräsmöss (Lemniscomys) är den femte tån full utvecklad. På svansen förekommer fjäll och korta hår.

## Utbredning och habitat
Utbredningsområdet sträcker sig från Angola och Zimbabwe till södra Sydafrika och dessutom finns isolerade populationer i Tanzania, östra Kongo-Kinshasa, Uganda och Kenya.
Dessa gnagare förekommer i olika habitat men alltid finns gräs på marken. I bergstrakter hittas de upp till 3 500 meter över havet. Tidigare räknades hela beståndet till en enda art, Rhabdomys pumilio. Sedan 2005 räknas bara populationen nära Kapprovinsen i Sydafrika till denna art och de övriga populationer till arten Rhabdomys dilectus. IUCN listar ytterligare två arter till släktet, Rhabdomys bechuanae och Rhabdomys intermedius.

## Ekologi
Individerna är främst aktiva på dagen och deras bon kan ligga under jorden eller i täta buskar. Födan utgörs av rötter, frön och bär samt av småkryp som snäckor och insekter. De äter även ägg.
Mindre grupper är bara honor med ungar från olika kullar. Vuxna individer är aggressiva mot varandra med undantag av tiden när honan är parningsberedd. Ibland bygger fadern och modern boet tillsammans men hanen jagas iväg kort före ungarnas födelse. Per kull föds 3 till 9 ungar efter cirka 26 dagar dräktighet. I fångenskap kan honor ha fyra kullar per år. Ungarna är vid födelsen blinda och de väger i genomsnitt 2,5 gram. De öppnar ögonen efter en vecka och gör efter två veckor sina första utflykter. Efter 90 dagar kan honor tidigast föda egna ungar. Med människans vår kan Rhabdomys leva nästan tre år.